# كيسي ويلسون
كاثرين روز «كيسي» ويلسون (بالإنجليزية: Cathryn Rose "Casey" Wilson) مواليد (24 أكتوبر، 1980) مُمثلة، كوميدية وكاتبة أمريكية. إشتهرت بأدائها شخصية بيني هيرتز في المُسلسل الكوميدي النهايات السعيدة على قناة «ABC»، كما ظهرت في برنامج ساترداي نايت لايف لموسمين في عامي 2008 و 2009.

## نشأتها
ولدت كيسي ويلسون في الإسكندرية، فرجينيا، أخاها فليتشر، مهندس معدات طبية. تخرجت من مدرسة تي. سي. ويليامز الثانوية في عام 1998، ودرست المسرح في مدرسة تيش العليا للفنون في جامعة نيويورك. كيسي من اصول إيرلندية وإيطالية. وتربت على تعاليم الكنيسة المعمدانية.
أشارت ويلسون بأنها تأثرت بعدة ممثلات وكوميديات: كاثرين أوهارا، ديان كيتون، لوسيل بال، بيت ديفيس، مولي شانون، تشيري أوتيري، ديبرا وينجر وشيرلي ماكلين.

## حياتها الشخصية
تزوجت ويلسون بالكاتب التلفزيوني ديفيد كاسبي في 25 مايو، 2014، في أوجي، كاليفورنيا بحفل زواج ذو طابع تقليدي يهودي. إلتق ويلسون بزوجها أثناء قيامها بتجارب الأداء لمسلسل النهايات السعيدة، وبدوأ بالمواعدة في يوليو 2011. خطبا في سبتمبر 2013. ولد إبنهما ماكس ريد كاسبي في مايو 2015.

## أبرز أعمالها

### أعمال سينمائية
- 2007: الأخوين سولومون
- 2009: حروب العرائس
- 2009: جولي وجوليا
- 2010: قتلة
- 2014: الزوجة المفقودة

### أعمال تلفزيونية
- 2002: إد
- 2009-2008: ساترداي نايت لايف
- 2013-2011: النهايات السعيدة
- 2013: كيف قابلت أمكما
- 2014: الوسط
- 2015: أميريكان داد!
- 2015: الدوري
- 2016: غريز أناتومي

## وصلات خارجية
- كيسي ويلسون على موقع IMDb (الإنجليزية)
- كيسي ويلسون على موقع ألو سيني (الفرنسية)
- كيسي ويلسون على موقع ميوزك برينز (الإنجليزية)
- كيسي ويلسون على موقع أول موفي (الإنجليزية)
- كيسي ويلسون على موقع قاعدة بيانات الأفلام السويدية (السويدية)
- كيسي ويلسون على موقع إن إن دي بي (الإنجليزية)
- كيسي ويلسون على موقع قاعدة بيانات الفيلم (الإنجليزية)
- كيسي ويلسون على موقع كينوبويسك (الروسية)